# Chapelle Notre-Dame de Port-Blanc
La chapelle Notre-Dame de Port-Blanc est une chapelle à demi-enterrée, datant du XVIe siècle. Elle est bâtie sur les fondations d’une tour de guet du XIIIe siècle sur la commune de Penvénan dans les Côtes-d'Armor.

## Ex-voto
Trois maquettes y sont suspendues :
- un trois-mâts carré de la fin du XIXe siècle, aux œuvres vives de couleur bleue, orné d'une figure de proue et portant à la poupe le nom de « ND de Port-Blanc ». Le navire est sous grand pavois.
- un second trois-mâts carré (ou franc), à la coque blanche et marron, dédié à saint Yves, dont le nom et le port d'attache (Port-Blanc) figurent à la proue. La datation de la maquette est estimée à la fin du XIXe - début du XXe siècle.
- une goélette sans nom à la coque bleue au-dessus de la flottaison et marron en dessous complète l'ensemble de ces ex-voto ; elle date aussi du début du XXe siècle.

Toutes ces maquettes ont été réalisées par des marins des environs pendant leurs voyages au long cours ou lors des saisons de pêche. Elles ont été conçues à partir de pièces de bois évidées.
Un vitrail complète les éléments marins de la chapelle où l'on peut admirer un patrimoine religieux bien fourni.

## Pardon
Il a lieu tous les 8 septembre (fête de la Nativité de Marie). La croix bleue des marins ouvre la procession. Quatre petits garçons de huit ans, habillés en marins, se relaient pour porter une goélette en souvenir de la grande pêche d'Islande. Des fillettes portent une petite Vierge dorée, d'autres l'escortent en tenant des rubans bleus. La statue de Notre-Dame est portée par deux marins pêcheurs.
Durant la procession, on chante des chants dédiés à la Vierge Marie, ainsi que des chants bretons et on se rend au port. On dépose une gerbe à la mer en souvenir des personnes disparues durant l'année écoulée. On demande que la pêche soit bonne et la protection des marins.

## Protection
La chapelle est classée au titre des monuments historiques en 1936 (escalier extérieur) et 1968 (chapelle, calvaire et enceinte du cimetière).